# Ventura County Fusion
Ventura County Fusion é uma agremiação esportiva da cidade de Ventura, Califórnia.  Atualmente disputa a Premier Development League.

## História
O clube estreou em 2007 na Premier Development League. Sua primeira partida oficial foi contra o Lancaster Rattlers, vencendo o jogo por 2x1.
Em 2009 a equipe conquista seu primeiro título da PDL. No dia 21 de julho de 2009, a equipe faz seu primeiro jogo internacional, enfrentando o Burnley Football Club e perdendo de 5x0.

## Títulos
Campeão Invicto
| NACIONAIS      | NACIONAIS                  | NACIONAIS | NACIONAIS  |
|                | Competição                 | Títulos   | Temporadas |
| -------------- | -------------------------- | --------- | ---------- |
| Estados Unidos | Premier Development League | 1         | 2009       |